# Маунт Логан
Маунт Логан (енгл. Mount Logan) је највиша канадска планина и други највиши врх у Северној Америци после Маунт Мекинлија. Планина је добила име по серу Вилијаму Едмунду Логану, канадском геологу и оснивачу Канадског геолошког завода. Маунт Логан се налази у Клуанском националном парку и резервату у североисточном Јукону и извор је глечера Хабард и Логан. Наводно Логан има највећи обим базе од свих планина на Земљи. Although many shield volcanoes are much larger in size and mass, Mount Logan is believed to have the largest base circumference of any non-volcanic mountain on Earth, including a massif with eleven peaks over 5.000 m (16.400 ft).
Због тектонских активности, Маунт Логан се још увек издиже. Пре 1992, тачна висина Маунт Логана је била непозната, а мерења су се кретала од 5.949 метара до 6.050 метара. Маја 1992, експедиција Канадског геолошког завода попела се на Маунт Логан и утврдила садашњу висину Маунт Логана користећи .
Температуре су изразито ниске на и око Маунт Логана. Дана 26. маја измерен је рекорд од -77.5°, што је најнижа измерена температура изван Антарктика. Ова температура се не рачуна као најнижа температура у Северној Америци, пошто је забележена на врло великој висини. За масив Маунт Логана се сматра да укључује све околне врхове на мање од 500 m, који су набројани у табели:
Због активног тектонског издизања, планина Логан се и даље диже у висину (приближно 0,35 mm годишње). Пре 1992. тачна надморска висина планине Логан је била непозната, а мере су се кретале од 5.959 до 6.050 m (19.551 до 19.849 стопа). У мају 1992. GSC експедиција се попела на планину Логан и фиксирала тренутну висину од 5.959 m (19.551 ft) користећи GPS.
Температуре су изузетно ниске на и близу планине Логан. На висоравни високој 5.000 m-high (16.000 ft), температура ваздуха се креће око −45 °C (−49 °F) зими и достиже скоро ледиште лети са средњом температуром за годину око −27 °C (−17 °F). Минимално топљење снега доводи до значајног леденог покривача, дебљине скоро 300 m (980 ft) на појединим местима.

## Врхови масива
Сматра се да масив планине Логан садржи све околне врхове са мање од 500 m (1.640 ft) истакнутости, као што је наведено у наставку:
| Врх                                 | Висина              | Истакнутост                                | Координате                                                     |
| ----------------------------------- | ------------------- | ------------------------------------------ | -------------------------------------------------------------- |
| Главни                              | 5.959 m (19.551 ft) | 5.250 m (17.224 ft) изнад Ментаста пролаза | 60° 34′ 2″ N 140° 24′ 19″ W / 60.56722° С; 140.40528° З        |
| Филипов врх (запад)                 | 5.925 m (19.439 ft) | 265 m (869 ft)                             | 60° 34′ 42.6″ N 140° 26′ 02.4″ W / 60.578500° С; 140.434000° З |
| Логанов источни врх (Стјуартов врх) | 5.898 m (19.350 ft) | 198 m (650 ft)                             | 60° 34′ 31.1″ N 140° 22′ 00.1″ W / 60.575306° С; 140.366694° З |
| Хјустонов врх                       | 5.740 m (18.832 ft) | 100 m (328 ft)                             | 60° 35′ 03.5″ N 140° 27′ 20.5″ W / 60.584306° С; 140.455694° З |
| Проспекторов врх                    | 5.644 m (18.517 ft) | 344 m (1.129 ft)                           | 60° 35′ 58.9″ N 140° 30′ 40.7″ W / 60.599694° С; 140.511306° З |
| AINA врх                            | 5.630 m (18.471 ft) | 130 m (427 ft)                             | 60° 36′ 31.8″ N 140° 31′ 48.6″ W / 60.608833° С; 140.530167° З |
| Раселов врх                         | 5.580 m (18.307 ft) | 80 m (262 ft)                              | 60° 35′ 31.2″ N 140° 29′ 08.9″ W / 60.592000° С; 140.485806° З |
| Тјудоров врх (Логанов северни врх)  | 5.559 m (18.238 ft) | 219 m (719 ft)                             | 60° 36′ 58.2″ N 140° 29′ 35.4″ W / 60.616167° С; 140.493167° З |
| Саксонски врх (Северозапад)         | 5.500 m (18.045 ft) | 80 m (262 ft)                              | 60° 37′ 12.0″ N 140° 27′ 57.6″ W / 60.620000° С; 140.466000° З |
| Краљичин врх                        | 5.380 m (17.651 ft) | 160 m (525 ft)                             | 60° 36′ 33.5″ N 140° 35′ 12.5″ W / 60.609306° С; 140.586806° З |
| Капет врх (северозапад)             | 5.250 m (17.224 ft) | 240 m (787 ft)                             | 60° 38′ 15.0″ N 140° 32′ 41.3″ W / 60.637500° С; 140.544806° З |
| Катенери врх                        | 4.097 m (13.442 ft) | 397 m (1.302 ft)                           | 60° 36′ 36.0″ N 140° 17′ 52.1″ W / 60.610000° С; 140.297806° З |
| Тедијев врх                         | 3.956 m (12.979 ft) | 456 m (1.496 ft)                           | 60° 32′ 37.7″ N 140° 28′ 41.5″ W / 60.543806° С; 140.478194° З |

Маунт Логан је први пут освојен 23. јуна 1925.
Након смрти бившег канадског премијера Пјера Трудоа, премијер Жак Кретјен, близак пријатељ Трудоа, размишљао је о преименовању планине у Маунт Трудо, међутим, противници, међу којима су били становници Јукона, горштаци, геолози, Трудоови политички противници и многи други Канађани, приморали су Кретјена на одустајање. Уместо тога, планина у Премијерском венцу у Британској Колумбији је добила име Маунт Пјер Елиот Трудо.

## Откриће и именовање
Планина Логан није лако видљива из околних низија или са обале, због свог положаја у срцу планине Сент Елијас, иако се може видети са 200 km (125 mi) од обале мора. Њено прво пријављено виђење било је 1890. године од стране Израела К. Расела, током експедиције на оближњу планину Сент Елијас, са врха брда Пинакл пролаз (60° 9.5′ N 140° 18′ W / 60.1583° С; 140.300° З). Написао је: „Облаци који су се раздвајали према североистоку открили су неколико џиновских врхова који до сада нису виђени... Један странац, који се уздизао са три беле куполе далеко изнад облака, био је посебно величанствен“. Расел је овој планини дао данашње име.
Године 1894, утврђено је да висина планине Логан износи око 19.500 ft or 5.950 m, што је чинило највишим познатим врхом у Северној Америци у то време. Године 1898, утврђено је да је Денали виши.

## Правила пењања
У јануару 2020. године, због великих трошкова операција потраге и спасавања последњих година, агенција Паркови Канаде је објавила нова правила за пењање на планину Логан:
- Нема соло експедиција
- Нема зимских експедиција (што такође укључује цео национални парк Клуане)
- Пењачи морају имати осигурање да покрију трошкове потраге и спасавања.[33]

Било је осам спасилачких мисија у протеклих седам година у Националном парку Клуане. Свака мисија обично кошта између $60.000 и $100.000 CAD које плаћају канадски порески обвезници. Портпарол паркова Канаде изјавио је да нова правила помажу у смањењу финансијског терета за пореске обвезнике.